# Albrecht Nostitz-Rieneck
Il conte Albrecht Nostitz-Rieneck (Trmice, 23 agosto 1807 – Praga, 25 gennaio 1871) è stato un politico austriaco, membro della Camera dei signori d'Austria dal 1860 fino alla scomparsa.

## Biografia
Albert, era membro della famiglia nobile dei Nostitz. Studiò all'Università di Praga filosofia e diritto e nel 1828 entrò nel servizio dello stato.
Le sue proprietà, che ereditò alla morte del padre Jan Nepomuk von Nostitz-Rieneck (1768–1840) erano il castello di Průhonice vicino a Praga e altre a Trmice e a Brodek u Prostějova, in Moravia. 
Dal 1850 fu presidente del Conservatorio musicale praghese; la figlia naturale, la pianista Rosa Kastner, fu allieva di pianoforte di Franz Liszt.
Nel 1860 fu membro per breve tempo del Reichsrats a Vienna. Nel 1862 sposò a Praga Adelheid von Puteani (1823–1904); la coppia ebbe una figlia, Maria Antonia Gabriela (1863–1934).
Nostitz fu presidente della Central-Vereins für Rübenzucker-Industrie nell'Impero austro-ungarico (da 1851 al 1861) e membro del consiglio d'amministrazione della Banca d'ipoteca boema. Nel 1861 fu eletto nel riaperto Böhmischer Landtag (Parlamento della Boemia), Contemporaneamente era Oberstlandmarschall del Regno di Boemia e di conseguenza membro del Governo boemo e del Landesausschuss (Comitato nazionale).
Ebbe tre periodi di servizio: dal 31 marzo 1861 al 31 luglio 1863; dal 4 ottobre 1866 al 27 febbraio 1867 e dal 26 agosto 1870 al 23 dicembre 1870.